# Space Bound
Space Bound – utwór amerykańskiego rapera Eminema. 7 lutego 2011, stwierdzono, że Space Bound będzie czwartym i jednocześnie ostatnim singlem z albumu Eminema, Recovery. Utwór został wyprodukowany przez amerykańskiego producenta Jima Jonsina i wyreżyserowany przez Josepha Kahna. Muzyka w utworze inspirowana jest kompozycją Nicka Cave’a i Warrena Ellisa pt. „Song for Bob” z filmu Zabójstwo Jesse’ego Jamesa przez tchórzliwego Roberta Forda.

## Tło
W lutym 2011, ogłoszono, że Space Bound zostanie wydany jako czwarty singiel z Recovery. Piosenka opisuje relacje między parą, podobnie jak wcześniejszy singiel Eminema Love the Way You Lie. Refren został zaśpiewany przez Steve McEwan.

## Teledysk
Teledysk został nakręcony z byłą gwiazdą porno Sashą Grey. Video było nagrywane w L.A., w Kalifornii.
Joseph Kahn wyreżyserował również inne teledyski Eminema takie jak „Without Me”, „We Made You” czy „Love The Way You Lie”.
Pełna wersja teledysku „Space Bound” została opublikowana 12 czerwca 2011 na iTunes Store. Ta sama wersja teledysku miała swoją premierę na VEVO i YouTube 27 czerwca 2011. W cztery dni po premierze na tych portalach, teledysk był wyświetlany ponad 4 miliony razy.

## Notowania
| Listy (2011)                                  | Najwyższa pozycja |
| --------------------------------------------- | ----------------- |
| Australia ARIA Singles Chart                  | 51                |
| U.S. Billboard Bubbling Under Hot 100 Singles | 19                |